# Соковижималка

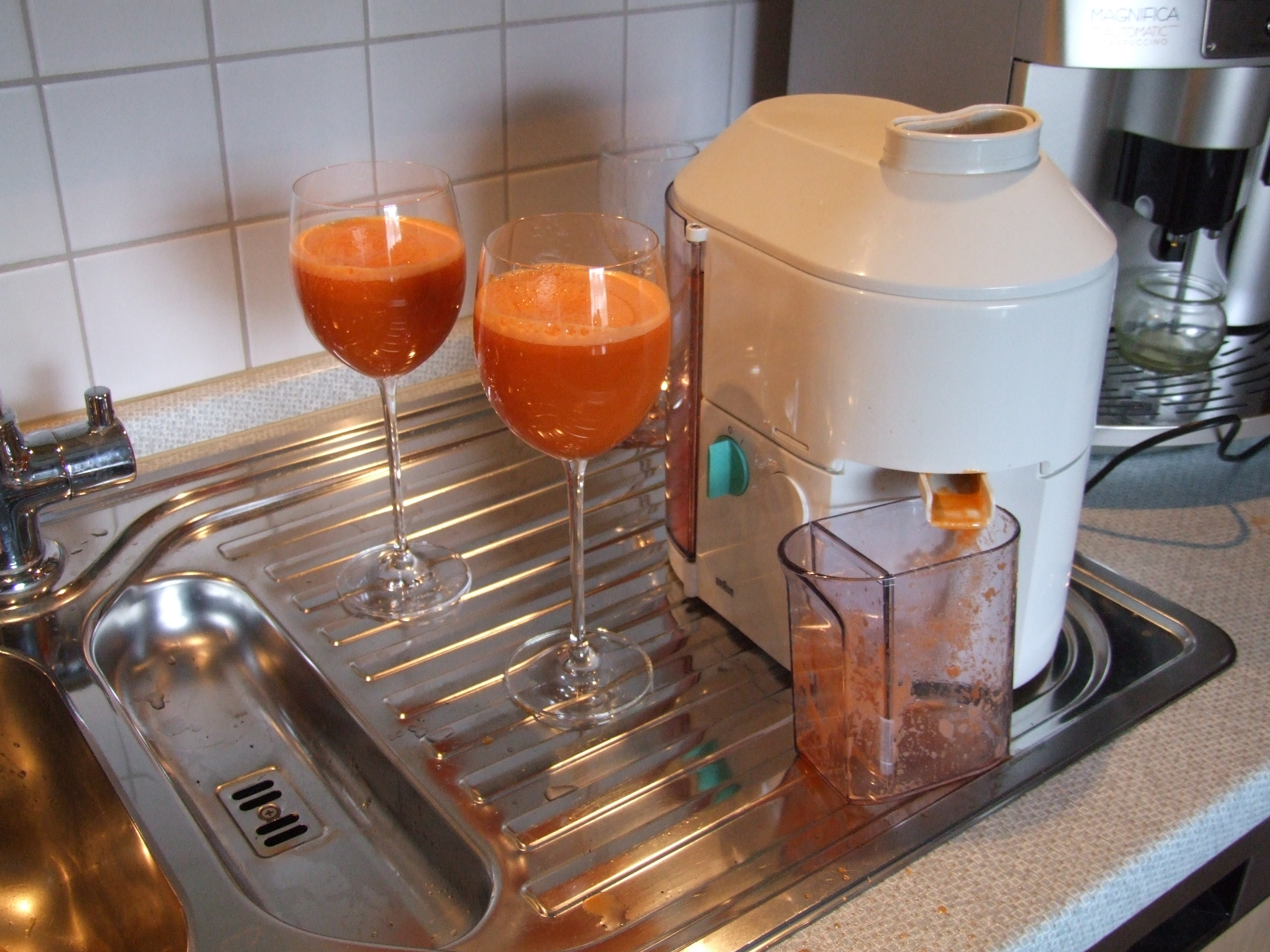
Електрична соковижималка.

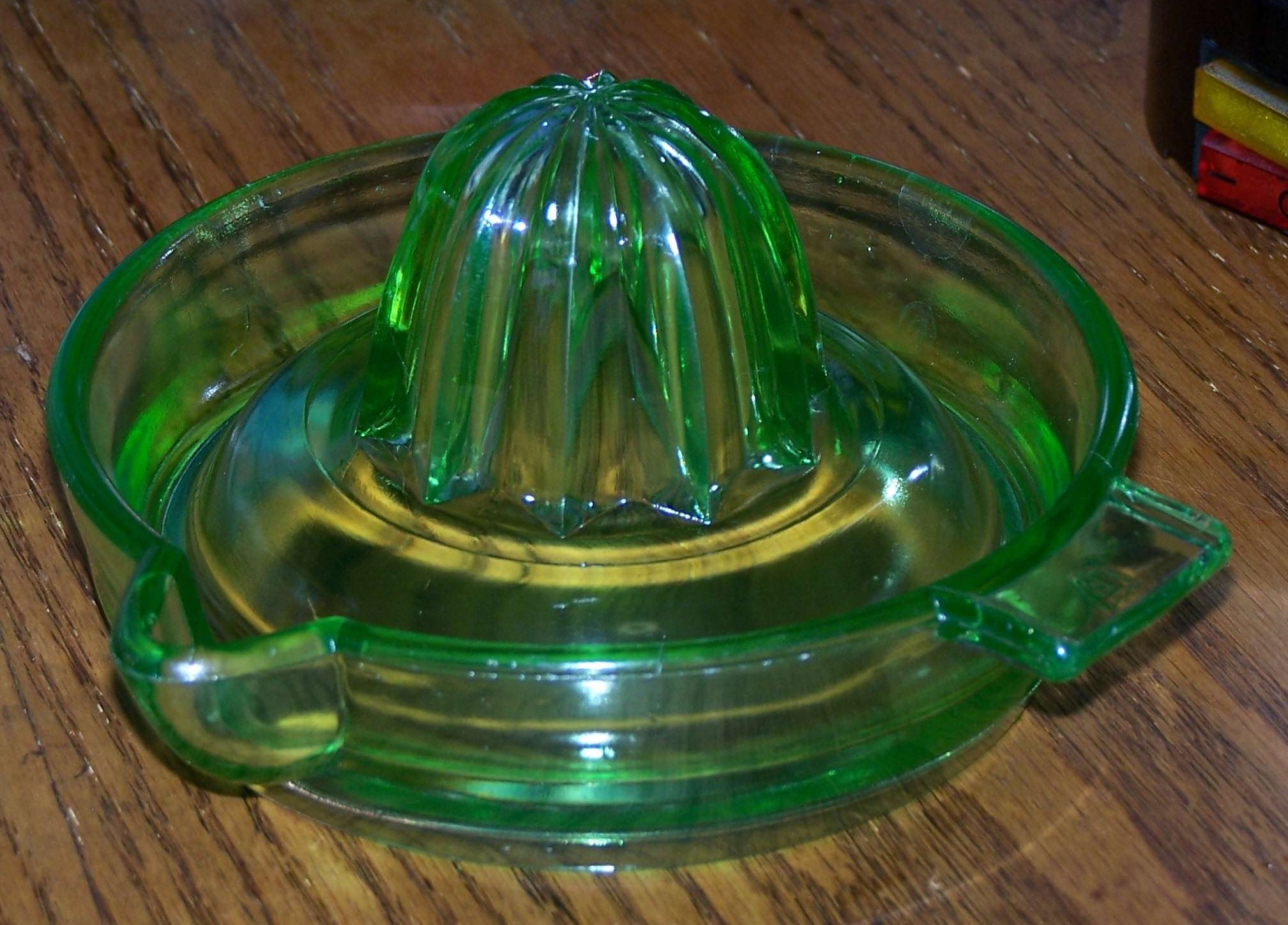
Ручна соковижималка для цитрусових.

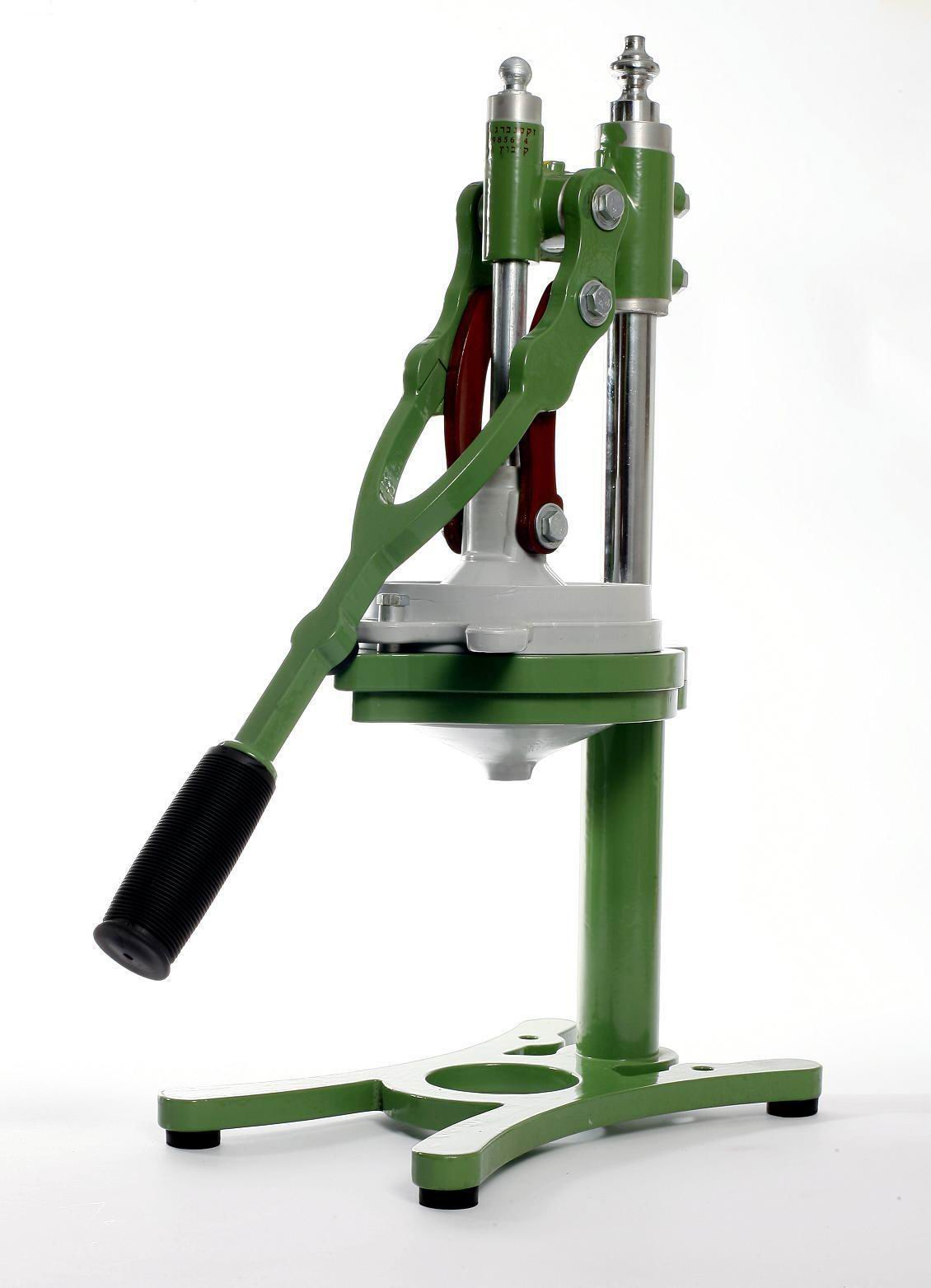
Професійний прес для цитрусових.

Соковижима́лка, соківниця, соковидавлювач, соковичавлювач, соковитиска́ч, сокочави́ль, сокодавилка, соковичавниця — пристрій для вичавлювання соку з фруктів, ягід і овочів. Зазвичай, являє собою простий прес для плодів.

## Види соковижималок
Залежно від будови розрізняють ручні, механічні та електричні соковижималки.

### Ручні
Ручні соковижималки є найпростішим способом отримання соку з плодів цитрусових рослин. Ручний шнековий сокочавиль «Струмок» — призначений для отримання соків з м'якоттю із томатів, яблук, смородини, винограду, а також пюре зі слив і абрикос. Принцип роботи багато в чому нагадує ручну м'ясорубку.

### Механічні
Будова механічних соковижималок має дещо складніший характер (див. малюнок). Для віджимання соку використовується важіль, який створює необхідний тиск.

### Електричні
Електричні соковижималки як привід використовують електричні двигуни, що призводять в обертання тертку, яка подрібнює м'якоть фруктів і овочів, і сепараційні сітку, що пропускає сік під дією відцентрової сили й затримує тверді частинки. Далі сік стікає в склянку, будова якого дозволяє відокремити сік від піни, що утворюється в процесі віджимання. Видалення твердого залишку виробляється або вручну (за допомогою спеціальних лопаток-екстракторів) або автоматично (під дією відцентрової сили) при використанні сепараційної сітки у вигляді зрізаного конуса. Електричні соковижималки бувають декількох видів:
- Побутові
- Професійні
- Промислові

Побутові соковижималки в основному призначені для використання в домашніх умовах і не призначені для виробництва великого обсягу свіжовичавленого соку. Професійні сокодавилки найчастіше використовують на підприємствах громадського харчування та в розважальних закладах. Вони розраховані на виробництво великого обсягу соку і відрізняються підвищеною надійністю і продуктивністю. Промислові соковижималки застосовують на підприємствах, що займаються переробленням фруктів та отримання соку в промислових масштабах. Соковижималки поділяються на універсальні (відцентрові) і соковитискачі для цитрусових. Соковижималки для цитрусових призначені для отримання соку з апельсинів, мандаринів, грейпфрутів, лимонів та інших фруктів родини цитрусових. Універсальні соковижималки допоможуть отримати сік з майже всіх плодів, ягід і овочів, за винятком тих, чия подрібнений м'якуш має густу в'язку консистенцію (чорна смородина, банани тощо).